# General Enrique Martínez
General Enrique Martínez, també coneguda com La Charqueada, és una localitat de l'Uruguai ubicada al departament de Treinta y Tres. Geogràficament es troba a la segona secció del departament, a les costes del riu Cebollatí, i a 60 quilòmetres de la capital departamental, la ciutat de Treinta y Tres.
Té un port que va servir de comerç amb el Brasil. L'economia es basa fonamentalment en l'agricultura, la ramaderia i la pesca. El turisme també és important. Actualment, el poble té una població aproximada de 1.500 habitants.
| 1963 | 1975 | 1985 | 1996  | 2004    |
| ---- | ---- | ---- | ----- | ------- |
| 927  | 956  | 980  | 1.342 | {{{5}}} |